# LY6D
LY6D (англ. Lymphocyte antigen 6 family member D) – білок, який кодується однойменним геном, розташованим у людей на 8-й хромосомі. Довжина поліпептидного ланцюга білка становить 128 амінокислот, а молекулярна маса — 13 286.
| 10         |  | 20         |  | 30         |  | 40         |  | 50         |
| ---------- |  | ---------- |  | ---------- |  | ---------- |  | ---------- |
| MRTALLLLAA |  | LAVATGPALT |  | LRCHVCTSSS |  | NCKHSVVCPA |  | SSRFCKTTNT |
| VEPLRGNLVK |  | KDCAESCTPS |  | YTLQGQVSSG |  | TSSTQCCQED |  | LCNEKLHNAA |
| PTRTALAHSA |  | LSLGLALSLL |  | AVILAPSL   |  |            |  |            |

A: Аланін

C: Цистеїн

D: Аспарагінова кислота

E: Глутамінова кислота

F: Фенілаланін

G: Гліцин

H: Гістидин

I: Ізолейцин

K: Лізин

L: Лейцин

M: Метіонін

N: Аспарагін

P: Пролін

Q: Глутамін

R: Аргінін

S: Серин

T: Треонін

V: Валін

Кодований геном білок за функцією належить до ліпопротеїнів. 
Задіяний у такому біологічному процесі, як клітинна адгезія. 
Локалізований у клітинній мембрані, мембрані.